# Israeli Opera

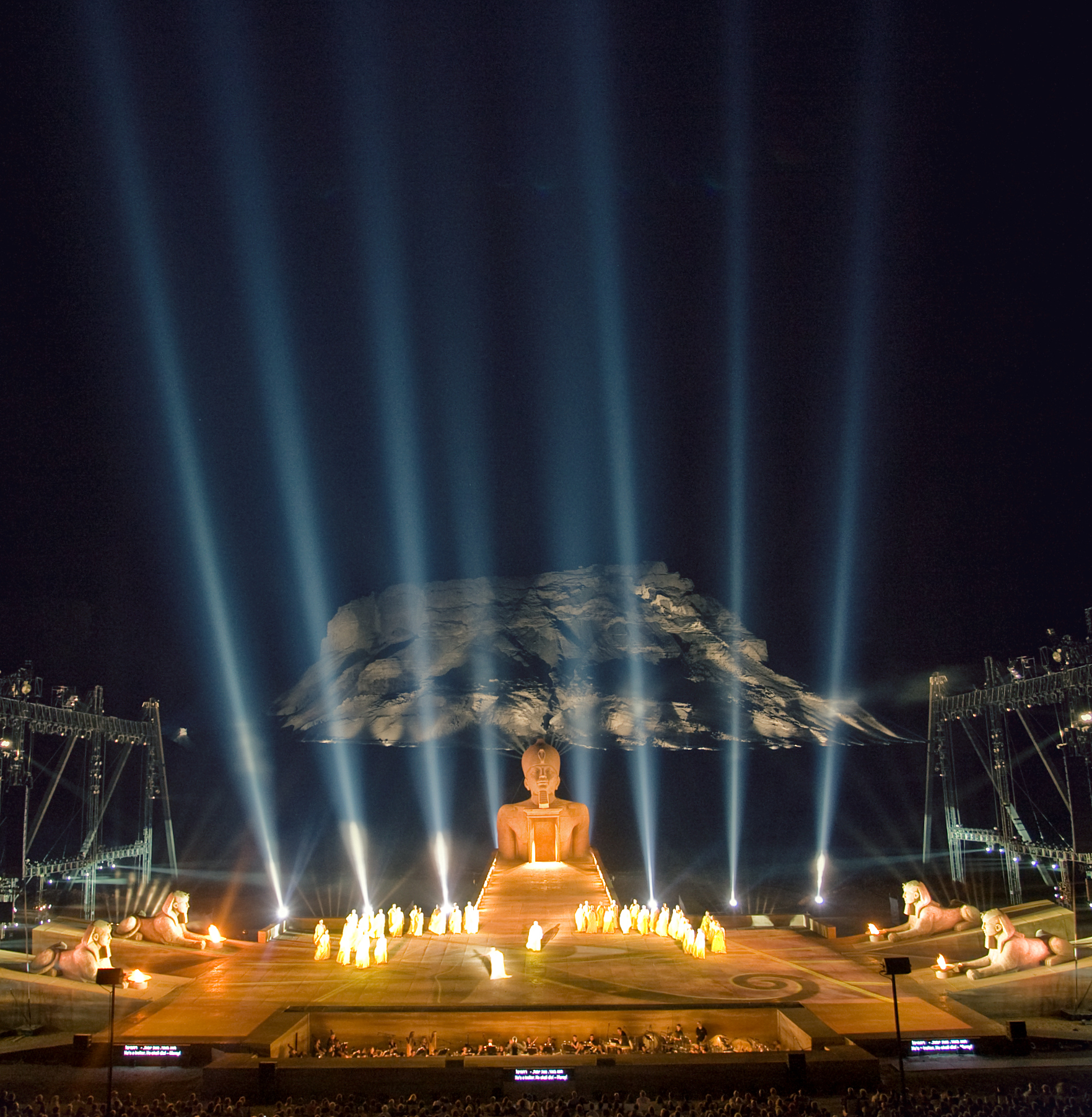
Israeli Opera met de opvoering van Aida aan de voet van de Massada, 11 juni 2011

De Israeli Opera (voorheen gekend als de New Israeli Opera) is het belangrijkste operagezelschap van Israël.

## Geschiedenis
De vereniging werd opgericht in 1985 door Uri Offer en het Israëlisch kamerorkest nadat de Israel National Opera ontbonden werd door gebrek aan Israëlische overheidsfinanciering. Hun allereerste uitvoering was Dido and Aeneas van Henry Purcell in het Cameritheater. Sinds 1994 is het Tel Aviv Performing Arts Center de thuisbasis van het operagezelschap. 
De vereniging is tevens de oprichter van het Israëlisch operafestival waarbij grootschalige openluchtproducties worden uitgevoerd, oorspronkelijk nabij Caesarea en vanaf 2010 in Massada.

## Bestuur
In 1995 werd Hanna Munitz als algemeen directeur benoemd. Sinds 2014 heeft Daniel Oren er de muzikale leiding.

## Wereldpremières
Volgende opera’s hadden hun wereldpremière via de Israeli Opera:
- Josef  van Josef Tal (1995)
- Alpha and Omega van Gil Shohat (2001)
- The Child Dreams van Gil Shohat (2010)